# Architetto

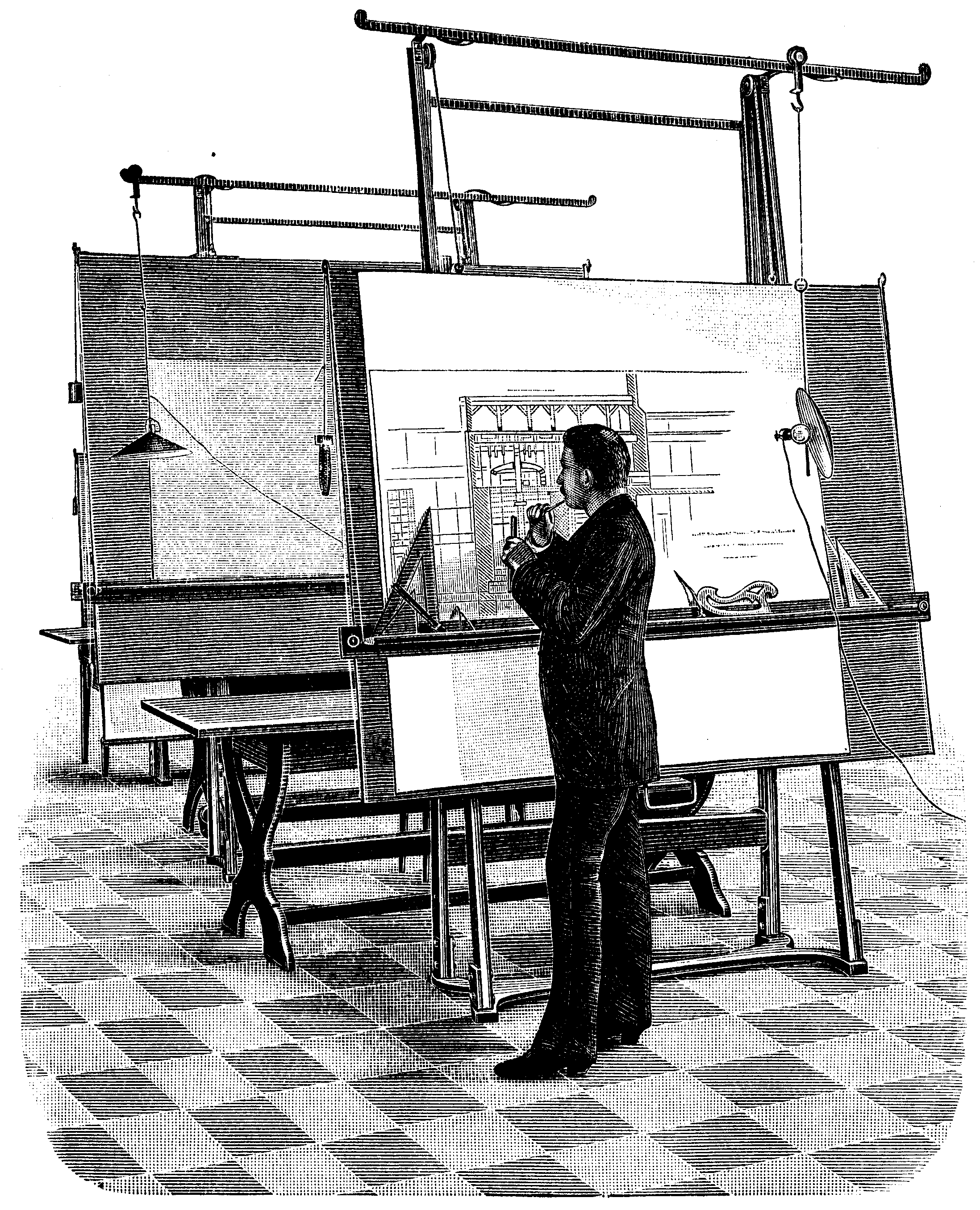
Immagine di un architetto di fine ottocento

L'architetto (abbreviato arch.) è la figura professionale esperta della progettazione urbanistica, edilizia e architettonica, del restauro dei monumenti, della progettazione del paesaggio, dell'allestimento, dell'estimo immobiliare e del disegno. È storicamente tra gli attori principali della trasformazione dell'ambiente costruito. Gli architetti trovano impiego non solo nel campo dell'edilizia, ma anche in settori più o meno affini alla progettazione architettonica, come design, ergonomia e grafica informatica.
Il termine deriva dal greco ἀρχιτέκτων (arkhitekton), parola composta da arkhi (capo), particella prepositiva che serve a denotare responsabilità e consapevolezza di colui che si accinge a costruire, e tékton particella che riguarda l'azione, l'operatività (tecnico, ingegnere). Dal termine "architetto" è derivato quello di "architettura", non il contrario.
Malgrado quello di architetto sia un termine specifico riferito a un professionista laureato e abilitato, il termine è spesso usato in un senso più generico per definire chi viene incaricato di progettare l'edificazione (o demolizione) di un ambiente attraverso gli strumenti della ragione (per esempio alcuni progettisti di software o designer). Il titolo di architetto è tutelato dalla legge, in Italia come in molti altri Paesi europei, e dunque si può fregiarsi di tale titolo solo a seguito a titolo accademico, abilitazione professionale e iscrizione all'ordine professionale.

## Storia

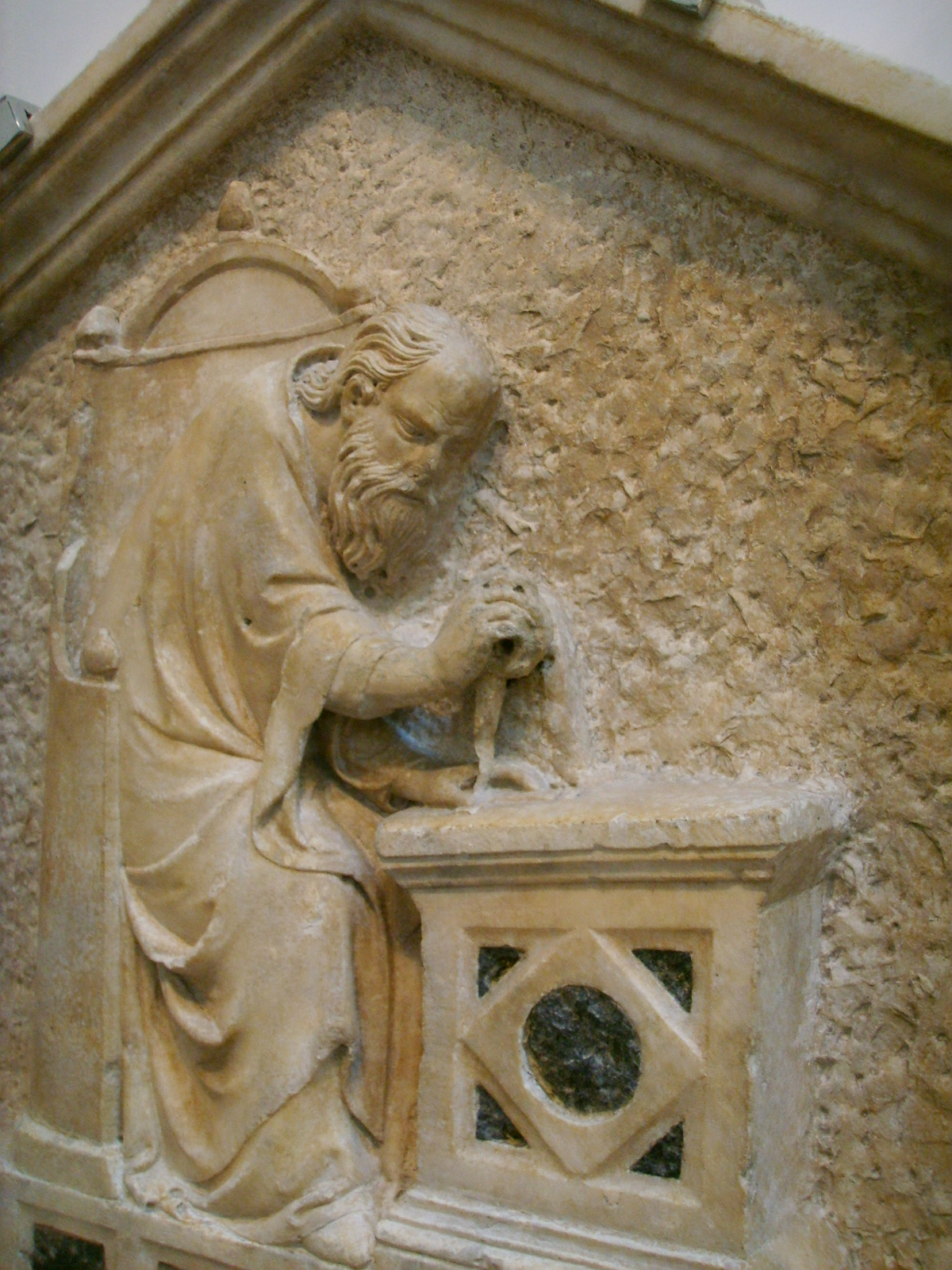
Architettura
formella del Campanile di Giotto (dettaglio)
Nino Pisano, 1334-1336, Firenze

Il fenomeno architettonico è stato sempre presente nella cultura dell'uomo, acquistando caratteristiche, definizioni, funzioni, aspetti spaziali e costruttivi spesso differenti o addirittura contrastanti da civiltà a civiltà o da epoca ad epoca; fornire pertanto una definizione universale di architettura e del compito dell'architetto risulta non facile.
Da che l'uomo acquisì capacità cognitive tali da potersi organizzare in civiltà, l'architettura è sempre esistita. L'architettura è nata anzitutto per soddisfare le necessità biologiche dell'uomo quali la protezione dagli agenti atmosferici, e proprio per questo è tra le discipline maggiormente presenti in tutte le civiltà. Solo in un secondo momento, con lo sviluppo della divisione del lavoro nella società, alla funzione primaria vennero aggiunte funzioni secondarie in numero sempre crescente. Con la comparsa di caratteri estetici si ebbe la nascita dell'architettura anche come arte visiva, dotata però di proprie caratteristiche peculiari. Sarebbe riduttivo anche parlare di valori estetici in quanto una buona architettura è spesso frutto di valori etici e di uno studio con approccio quasi scientifico sul modo di operare.
La capacità di ottemperare a necessità pratiche quali resistenza strutturale, abitabilità ed utilizzo da parte degli abitanti si è unita nelle civiltà storiche con la capacità di esprimere in forme costruite la temperie e la contingenza della cultura in cui si costruisce, nell'antica Grecia questo insieme di cognizioni e sensibilità ebbe un unico nome: TEKNE (Τέχνη), questo concetto si perse fino a quando le capacità tecniche arrivarono a consentire una completa espressività al progettista, congiuntura che avvenne tra la fine del XIX secolo e l'inizio del XX secolo, con le molte innovazioni tecnologiche intervenute.
Il termine architetto, derivato nelle lingue occidentali dal latino, è di origine greca: ἀρχιτέκτων (pronuncia architéktōn), parola composta dai termini ἀρχή (arché) e τέκτων (técton) che significa "ingegnere", "capo costruttore", "primo artefice" o proprio "architetto".
Il primo termine, ἀρχη – connesso con ἀρχειν (árchein), “principiare”, “comandare” –, esprime in greco antico il significato di "impresa", "partenza", "origine", "fondazione" o "guida". Introdotto da Anassimandro, ἀρχη trova nella Metafisica di Aristotele (V, 1, 1012b-1013a) la sua prima completa definizione, conservatasi fino alla modernità. Aristotele distingue almeno sei accezioni del termine, riconducibili ai due significati principali di ἀρχη, ossia primo per importanza o primo in ordine temporale. Quando primato valoriale e primato temporale coincidono, ἀρχη esprime la divinità: Dio come massimo valore e causa prima di tutte le cose.
Il secondo termine, τέκτων (técton), richiama diversi significati, tra i quali "inventare", "creare", "plasmare", "costruire": il fare tecnico ma anche l'arte, il fare manuale ma anche l'artigianato. L'unione dei due termini in ἀρχιτέκτων viene introdotta da Erodoto, Storie (III, 60, 4), e vuole indicare chi provveda a dar norma razionale alla costruzione di alcunché. Il riferimento all'edilizia o all'abitazione non è affatto esplicito; anzi, l'ἀρχιτέκτων originariamente si occupa di quanto è "costruibile" in generale. Questa interpretazione è sancita dal romano Vitruvio, autore del primo vero trattato in cui viene data una prima definizione della disciplina e si delinea la figura dell'architetto e delle sue conoscenze, il quale definisce l'architettura come attività che "nascitur ex fabrica et ratiocinatione", cioè dalle capacità costruttive congiunte alla consapevolezza teorica.
Dal momento che dunque questa disciplina è così importante, supportata e arricchita da numerose e svariate forme di cultura, non credo che possano definirsi subito a buon diritto architetti, se non coloro che siano giunti alla vetta suprema dell'architettura dopo esser stati nutriti della conoscenza della maggior parte della letteratura e dell'arte, attraverso la salita per questi gradi delle discipline. Ma forse sembrerà sorprendente agli inesperti che una natura umana impari alla perfezione un numero così grande di insegnamenti e li conservi nella memoria. Quando però avranno constatato che tutte le discipline hanno tra loro una sostanziale comunanza di oggetti, si convinceranno che può accadere facilmente; una cultura enciclopedica infatti è come un corpo unico composto da queste membra.»
(Vitruvio, architetto del I secolo a.C., De architectura)

## Aspetti professionali
Gli architetti sono dei professionisti, come lo sono medici, avvocati, ingegneri, agronomi, farmacisti e commercialisti, in quanto è loro richiesto un percorso formativo specifico e una precisa abilitazione professionale (esame di stato o d'abilitazione). I requisiti per l'ingresso alla professione possono variare notevolmente a seconda della nazione in cui operano.

### La professione in Italia
Per accedere alla professione di architetto in Italia è richiesta la laurea magistrale in Architettura / Ingegneria edile-Architettura, classe LM-4 (vecchio ordinamento o classe 4/S). L'abilitazione professionale di architetto si ottiene superando un esame di stato, superato il quale è consentita l'iscrizione all'ordine professionale degli "Architetti, Pianificatori Territoriali, Paesaggisti e Conservatori dei beni architettonici e ambientali".
I laureati dei nuovi ordinamenti con laurea triennale (classe L-17 Scienze dell'architettura e dell'ingegneria edile, classe L-23 Scienze e tecniche dell'edilizia e classe L-7 Ingegneria civile e ambientale) hanno diritto a sostenere l'esame di abilitazione per iscriversi all'"Albo degli Architetti e Pianificatori iunior". Il loro titolo sarà quello di architetto iunior, ed avranno alcune limitazioni nell'ambito professionale, ovvero potranno svolgere attività di collaborazione alle attività di progettazione degli architetti senior e degli ingegneri e svolgere incarichi in forma autonoma relativamente a costruzioni civili semplici con l'uso di metodologie standardizzate.
Architettura è tra i corsi di laurea a numero chiuso organizzati a livello centrale direttamente dallo Stato disciplinati dalla Legge 264 del 2 agosto 1999. L'Ordine degli Architetti (che a seguito di una recente riforma raccoglie anche i pianificatori (urbanisti), i paesaggisti e i conservatori dei beni architettonici e ambientali) è il supremo organo di tutela professionale, ed è organizzato su base provinciale. All'interno dell'ordine vi sono attualmente diverse classi e categorie, a seconda della specifica abilitazione, come previsto dall'Albo Unico CNAPPC.
La legge italiana riconosce ai laureati in architettura prerogative equivalenti agli ingegneri civili o edili con possibilità di iscriversi regolarmente al medesimo ordine dopo il superamento degli esami di stato. Rimane campo esclusivo dell'architetto l'intervento su manufatti storico-architettonici vincolati dalla legislazione specifica.
Altri professionisti del settore edilizio sono il dottore agronomo, il geometra e il perito industriale specializzato in edilizia (perito edile); tali figure professionali hanno limitazioni quantitative rispetto ad architetti ed ingegneri a seguito di un diverso (dottori agronomi) oppure più breve percorso di studi (geometri e periti edili), finalizzato all'apprendimento di aspetti basilari e complementari del lavoro nell'edilizia, nell'estimo, nella topografia e nella progettazione di modeste costruzioni civili.

## Riconoscimenti
Il riconoscimento più prestigioso per un architetto a livello mondiale è considerato il Premio Pritzker, che si può considerare l'equivalente del Nobel. Molto importante anche il Premium Imperiale conferito dall'Imperatore del Giappone. Altri riconoscimenti sono conferiti dall'American Institute of Architects e dal Royal Institute of British Architects (RIBA).

## L'architetto navale
L'architetto navale è laureato in architettura; un ingegnere navale opera nel campo dell'architettura navale, ossia quella branca dell'ingegneria navale che si occupa della progettazione delle forme di carena e dello studio delle caratteristiche idrostatiche, idrodinamiche, di tenuta al mare e di manovrabilità della nave.
In tale ambito scientifico, ci si riferisce spesso al comune architetto come architetto civile per distinguerlo da quello navale; in quanto l'architetto civile ai sensi del (R.D.31 dicembre 1923 n. 2909) "disposizioni concernenti l'esame di Stato"; in Italia il Laureato, in architettura e ingegneria edile, è lui stesso laureato in ingegneria, Classe 4/S; a seguito della riforma Universitaria del 1999/509 e direttiva 85/384/CEE  fissa le denominazioni delle Classi di Laurea quindi i titoli di una stessa classe hanno medesimo valore legale, per quell'ambito. A tal proposito si può menzionare la Scuola di Architettura 
Urbanistica ingegneria delle costruzioni del Politecnico di Milano che ha attivato sia i corsi AUIC-ARCH che AUIC-ING. ai fini della formazione degli ingegneri.